# Dialecte ukrainien transnistrien
 (avril 2023).

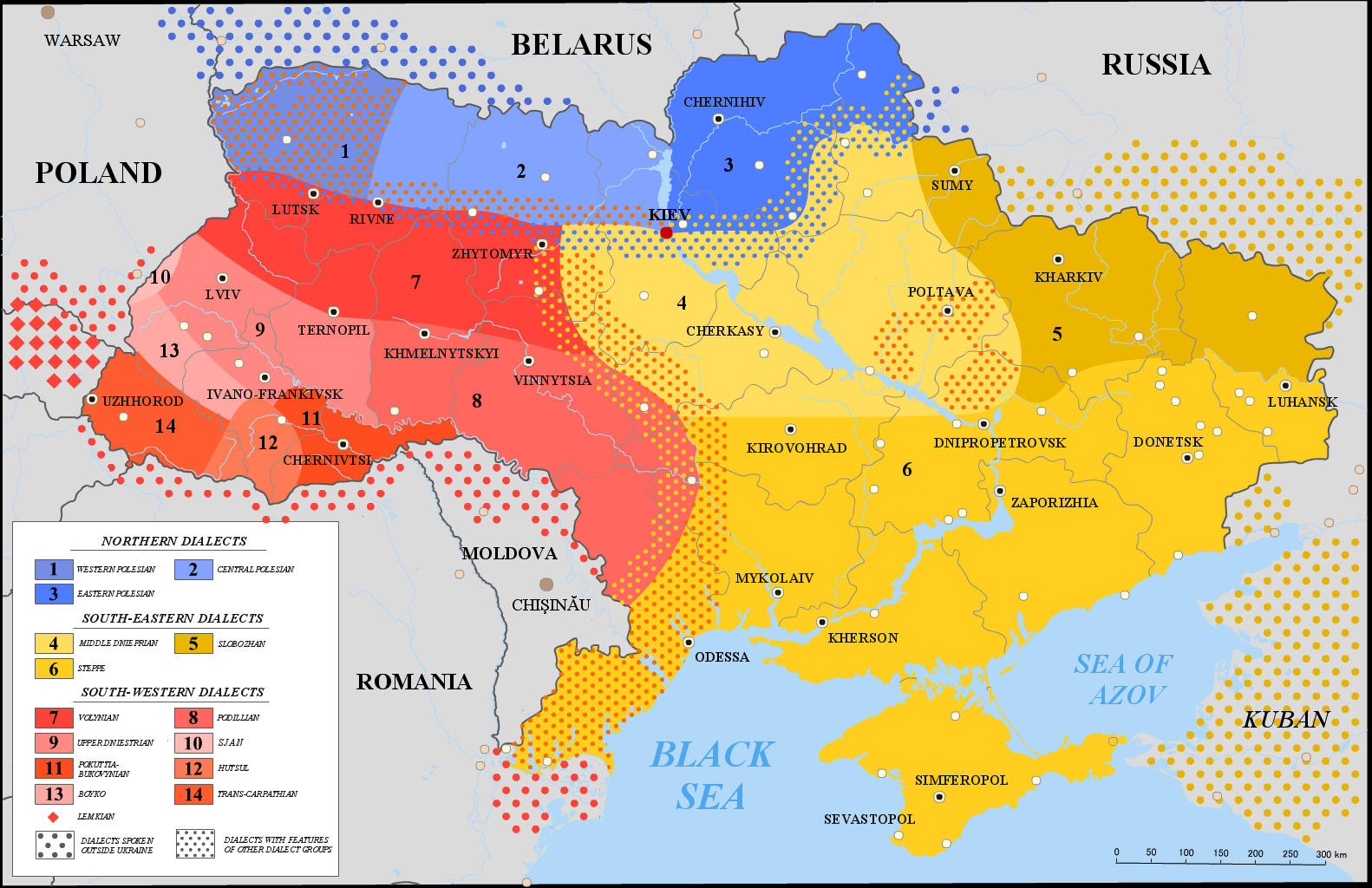
Régions de l'Ukraine par dialecte : La zone rouge clair (numéro 9) est le dialecte transnistrien.

Le dialecte ukrainien de Transnistrie (Ukrainien: Наддністрянський говір, romanisé: Naddnistryanskyi hovir), dialecte Opil (Ukrainien: опі́льський го́вір) ou dialecte galicien (Ukrainien: га́лицький го́вір) est un dialecte de l'ukrainien parlé dans la partie occidentale de l'Ukraine et dans la région séparatiste moldave de la Transnistrie.

## Zones de présence et limites
Le dialecte ukrainien de Transnistrie est un dialecte de l'ukrainien parlé dans la région géographique de Transnistrie. Cela inclut la région séparatiste moldave et la région occidentale de l'Ukraine. Selon la constitution de la Transnistrie, les trois langues officielles de la Transnistrie sont l'ukrainien avec le roumain (officiellement nommé moldave) et le russe.
Le dialecte ukrainien transnistrien est généralement regroupé avec d'autres dialectes du sud-ouest de l'ukrainien.
En ce qui concerne la zone du dialecte transnistrien (y compris les dialectes de transition) du point de vue de la division administrative-territoriale de l'Ukraine se compose de :
- de quatorze districts de la région de Lviv
- de quatorze districts de la région de Ternopil
- de neuf districts de la région d'Ivano-Frankivsk

En outre, le dialecte transnistrien est également répandu dans plusieurs poviats de Pologne. Les limites de la zone du dialecte transnistrien, qui coupe le territoire linguistique de la langue polonaise, peuvent être tracées comme suit: de la rivière Smolinka au sud à la rivière Richytsia au nord. Les frontières entre les Govriks de Transnistrie et les Nadsyansks au sud et à l'ouest et avec les Volhyniens au nord sont plutôt vagues. Il s'agit du territoire de la partie nord-ouest de la voïvodie des Basses-Carpates (environs de Horyniec, Chesanów, Verkhraty, Narol) et de la partie sud-ouest de la voïvodie de Lublin (environs de Korni, Grebenny, Ljubycha, Belzec et au sud-est de Tomaszów Lubelski, y compris les environs de Verbyca, Makhnow jusqu'à la rivière Rychytsia sont les limites nord de la région de Transnistrie sur le territoire de la Pologne moderne. Ainsi, il comprend les villages situés dans les communes modernes de Horynets, Chesaniv et Naryl de la voïvodie de Podkarpackie et sur le territoire de les communes de Lyubicha-Korolivska, Yarchiv et partiellement Wilhivok de la voïvodie de Lublin.

## Différences lexicales
Quelques différences lexicales entre l'ukrainien transnistrien et l'ukrainien standard sont listées ci-dessous :
| Ukrainien transnistrien | Ukrainien standard   | Français       |
| ----------------------- | -------------------- | -------------- |
| банак (banak)           | каструля (kastrulya) | Casserole      |
| булба (bulba)           | картопля (kartoplya) | Pomme de terre |
| бузок (buzok)           | лелека (leleka)      | Cigogne        |
| твар (tvar)             | обличчя (oblychchya) | Visage         |
| писок (pisok)           | рот (rot)            | Bouche         |
| кугут (kuhut)           | півень (piven)       | Coq            |
| цера (tsera)            | шкіра (shkira)       | Peau           |